# Gurelca sangaica
Gurelca sangaica is een vlinder uit de familie van de pijlstaarten (Sphingidae). De wetenschappelijke naam van de soort is voor het eerst geldig gepubliceerd in 1875 door Arthur Gardiner Butler.